# 極限第19洞
極限第19洞（英語：Extreme 19th）是全世界最長、高低落差最大的高爾夫球3桿標準洞，位處南非林波波省恩塔貝尼野生動物保護園區（Entabeni Safari Conservatory）內的傳奇高爾夫及野生動物園度假村（Legend Golf & Safari Resort）之中。發球台位於漢利普山（Hanglip Mountain）山頂，只能乘搭直昇機前往。由發球台到果嶺橫向距離為361米（1,184英尺），垂直距離為400米（1,300英尺），小白球凌空時間可達50秒之久。至2015年3月28日都未曾有人成功一桿入洞，但是就有14人以低一桿的小鳥完成。知名演員摩根·弗里曼和一級方程式賽車手路易斯·咸美頓曾以標準桿完成此洞。

## 外部連結
- www.seastargolfsafari.co.za/golf.php